# Bretzengarten
Bretzengarten ist eine Wüstung im Gemeindegebiet der kreisfreien Stadt Nürnberg.

## Geographie
Der ehemalige Weiler lag auf freier Flur auf einer Höhe von 317 m ü. NHN. 0,3 km südöstlich am rechten Ufer der Pegnitz lagen Ober- und Unterveilhof, 0,3 km nordöstlich Rechenberg, 0,5 km nördlich Schübelsberg. An der Stelle von Bretzengarten befindet sich heute die Kreuzung der Welserstraße (Bundesstraße 4R) mit der Äußeren Sulzbacher Straße.

## Geschichte
Der Ort wurde 1497 als „Preczengarten“ erstmals schriftlich erwähnt. Das Bestimmungswort ist die Breze. Welchen Bezug die Breze zum Ort hatte, bleibt im Dunkeln.
Gegen Ende des 18. Jahrhunderts bestand Bretzengarten aus einem Anwesen. Das Hochgericht übte die Reichsstadt Nürnberg aus, was aber vom brandenburg-bayreuthischen Oberamt Baiersdorf bestritten wurde. Der Nürnberger Eigenherr von Kreß war Grundherr des Herrenhauses.
Von 1797 bis 1810 unterstand der Ort dem Justiz- und Kammeramt Erlangen. Im Rahmen des Gemeindeedikts wurde Bretzengarten dem 1813 gebildeten Steuerdistrikt Erlenstegen und der im selben Jahr gegründeten Ruralgemeinde Erlenstegen zugeordnet. Mit dem Zweiten Gemeindeedikt (1818) wurde Bretzengarten in die neu gebildete Ruralgemeinde Rennweg umgemeindet. Mit der Eingliederung des Ortes Rennweg in die Stadt Nürnberg im Jahr 1865 hieß die Ruralgemeinde Schoppershof. 1899 wurde diese nach Nürnberg eingemeindet. 1900 wurde der Herrensitz abgerissen. Die übrigen Anwesen gingen 1968 in dem Stadtteil Veilhof auf.

### Einwohnerentwicklung
| Jahr      | 001818 | 001824 | 001836 | 001840 | 001861 | 001871 | 001885 |
| Einwohner | 12     | 17     | 12     | 16     | 28     | 213    | 31     |
| Häuser    | 3      | 2      | 3      | 2      |        |        | 4      |
| Quelle    | [ 8 ]  | [ 4 ]  | [ 9 ]  | [ 10 ] | [ 11 ] | [ 12 ] | [ 13 ] |

## Religion
Bretzengarten war seit der Reformation evangelisch-lutherisch geprägt und nach St. Jobst (Nürnberg) gepfarrt.